# 意大利統一
意大利统一（義大利語：Unità d'Italia），又稱義大利复兴运动（Risorgimento，意为“复兴”）、義大利統一復興運動，是19世紀至20世紀初期間，將意大利半島內各個國家統一為單一之意大利國家的政治及社會過程。1861年3月17日，薩丁尼亞議會在都靈宣布義大利王國成立，成為義大利統一的主導力量；義大利王國之後於1870年攻佔羅馬，並於隔年正式定都羅馬，成為義大利統一的重要里程碑。
意大利統一開始和結束的確實日期已不可考，但大多數學者都同意統一是隨著1815年的維也納會議及拿破崙政權的結束而開始，亦隨著1871年的普法戰爭而結束，儘管最後一批收復的失地直至第一次世界大戰後聖日耳曼條約生效才加入意大利王國。

## 背景
由拿破崙統治的意大利共和國及其後意大利王國的成立令國內人民產生民族主義的思想。當拿破崙的君主政權開始衰落，他之前確立的其他君主嘗試透過滿足民族主義者來鞏固他們的政權，為革命製造良好的時機。這些君主中包括向奧地利爭取在意大利王國繼任的意大利殖民統治者歐仁·德博阿爾內，以及要求意大利愛國者協助在其統治下統一意大利的若阿尚·繆拉。
隨著拿破崙統治下的法國戰敗，維也納會議正式召開以重新畫定歐洲大陸。在意大利，會議恢復拿破崙時代前的各國獨立政府，當中一些是直接統治的，一些則受歐洲列強的強大影響。不過，多個意大利國家內都有團體再次推動一個統一的意大利國家的意念，令早已在民眾間點燃了的民族主義的火焰燃燒起來。當時，爭取意大利統一被認定是與奧地利帝國及哈布斯堡王朝對抗，因為它們直接控制著現時的意大利東北部以意大利文為母語的部分，同時亦是對抗統一的最強大的單一力量。奧地利帝國頑抗意大利半島（以及帝國內其他地方）的民族主義思维——當時，奧地利首相梅特涅指「意大利」這個詞語是單純的「地理名詞」。藝術和文學思维亦轉向民族主義，其中最著名的也許是亚历山大·曼佐尼的《约婚夫妇》。有些人將這本小說當作對奧地利的統治的批評。無論如何，這本小說在1822年出版，並在其後數年作出大幅修改；1840年版使用標準化的托斯卡納方言，這是作者深思熟慮後為了提供一種所有意大利人都可使用的標準語言而作出的努力。
支持統一的人亦面對教廷的反對，尤其在與給他們某程度上的自治權的教宗国建立邦聯制失敗後。當時的教宗庇護九世擔心放棄當地的勢力，會令意大利天主教徒遭受迫害。
即使是希望見到半島統一成一個國家的人，很多不同的團體亦不能就統一國家的應實行的制度達成共識。其中一個建議（約1847年—1848年）認為應在教宗的統治下建立邦聯制。很多主要的革命團體希望建立一個共和國。但最後卻由一個國王維托里奧·埃曼努埃萊二世及其首相加富爾掌握了統一意大利為君主政體的權力。

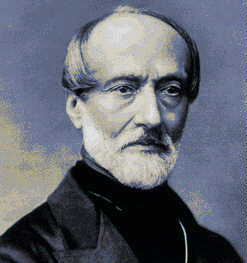
朱塞佩·馬志尼

其中一個最具影響力的革命組織是烧炭党，這秘密組織於十九世紀初在意大利南部成立。組織的意念來自法國大革命，成員主要來自中產階級和知識分子。維也納會議將意大利半島分給歐洲列強後，烧炭党分子分散到教宗国、薩丁尼亞王國、托斯卡纳大公国、摩德纳公国以及伦巴第-威尼斯王国。這些國家對该組織非常恐懼，因而通過一個條例，對參與烧炭党會議的人判以死刑。但組織仍繼續存在，並由1820年起發起多次暴動。烧炭党因拿破崙三世統一意大利失敗而將他判處死刑，更差點成功以此為由刺殺他。統一運動的領袖大多是這組織的成員。
統一運動中兩個重要人物是意大利統一的倡導者朱塞佩·馬志尼和朱塞佩·加里波第。在較保守的君主立憲支持者中，加富爾和其後成為第一個意大利國王的維克多·伊曼紐二世同為重要人物。後世世界史學家稱此三人（馬志尼、加富爾、加里波第）為「義大利統一三傑」。
熱那亞人馬志尼於1830年成為烧炭党的成員。他在革命運動中的活動令他在加入後不久便被囚禁。在獄中，他斷定意大利「可以並因此應該」統一，又系統化他建立「單一、自由、獨立、共和」的國家並以羅馬為首都的革命活動。1831年出獄後，他到了馬賽，在當地成立了一個新政治組織，名為義大利青年黨。新組織的格言是“上帝與人民”，以統一意大利為目標。
尼斯（當時是薩丁尼亞王國的一部分）人加里波底在1834年參與皮埃蒙特的起義，因而被判死刑，但最後逃亡到南美洲。他在當地逗留了十四年，參與多場戰爭，於1848年返回意大利。

## 被合併的國家
- 薩丁尼亞王國（1720年-1861年）
- 熱那亞共和國（1005年-1815年）

➝併入薩丁尼亞王國
- 威尼斯共和國（452年-1797年）

➝倫巴第-威尼托王國（1815年-1866年）
- 帕爾馬公國（1545年-1859年）
- 摩德納和雷焦公國（1452年-1859年）
- 托斯卡納大公國（1569年-1859年）
- 教宗國（754年-1929年）

➝梵蒂岡城國（1929年-）
- 西西里王國（1130年-1816年）

➝兩西西里王國（1816年-1861年）

## 早期革命活動（1820年至1830年）

### 燒炭黨革命（1820年－1821年）
1814年燒炭黨（馬志尼，後組「青年義大利黨」）開始在那不勒斯組織革命活動；至1820年組織已強大得足以憑自己的軍隊侵略那不勒斯，迫使國王答應實行燒炭黨草議的新憲法。但翌年革命被奧地利人以「神聖同盟」在奧地利、普魯士和俄羅斯之間的中介人身分鎮壓。

#### 兩西西里王國革命
1820年，西班牙人成功推翻憲法，促進了意大利相似的活動。從西班牙人的經驗得到啟發，兩西西里王國的軍隊中由古格雷莫·佩佩指揮的一個團——一個燒炭黨——造反，征服兩西西里王國的半島部分。國王斐迪南德一世同意頒佈新憲法。但革命人士無法贏得公眾的支持，更成為神聖同盟的奧地利軍隊。斐迪南德一世廢除憲法，並開始有系統地迫害革命者。西西里很多革命支持者，包括米谢勒·阿玛尼，在其後數十年被迫流亡海外。

#### 皮埃蒙特革命
皮埃蒙特的革命運動領袖是山托列·迪·散塔羅沙，他希望能趕走奧地利人，並將意大利統一到薩伏依王朝下。皮埃蒙特的革命在亞歷山德里亞開始，軍隊在當地採用了奇薩爾皮尼共和國的綠、白、紅三色旗。在國王離開國家時代為處理事務的攝政王通過新憲法以安撫革命者，但國王回國後卻推翻了憲法，並向神聖同盟尋求援助。最終，迪·散塔羅沙的軍隊戰敗。

### 1830年革命
1830年左右，支持一個統一的意大利的革命意識高漲；一連串革命為在意大利半島建立一個國家奠定基礎。
摩德納公國的弗朗切斯科四世野心很大，希望藉著擴大勢力範圍而成為意大利北部的國王。1826年，法蘭西斯四世明言他不會阻止破壞意大利統一的反對勢力。受到聲明的鼓勵，當地的革命人士開始組織起來。
1831年，法國七月革命期間，革命人士迫使國王退位，並在法國新國王路易·腓力的鼓勵下開始七月王朝。路易·腓力答應包括奇羅·門諾提在內的革命人士，如果奧地利嘗試干擾軍隊，他會作出干預。不過，因為害怕會失去王位，路易·菲利浦在門諾提計劃的起義中沒有作出干預。但事實並非如此——在1831年，教宗國警察得悉門諾提計劃的革命，將他和其他謀反者拘捕。
同時，亦有其他革命在教宗國北部的波隆那、弗利、拉文納、伊莫拉、費拉拉、佩薩羅和烏爾比諾發生。這些以三色旗取代教宗旗的成功的革命迅速佈滿整個教宗國北部，他們新成立的當地政府宣稱建立了一個統一個意大利國家。
在摩德納及教宗國北部的革命引發帕爾馬公國的類似活動，大公國亦採用了三色旗；拿破崙一世之妻，帕爾馬的瑪麗·路易莎女公爵離開了城市。
發生革命的省計劃統一為“統一的意大利省”，當時的教宗國瑞十六世向奧地利求助以對抗造反者。梅特涅警告法國皇帝路易·菲利浦奧地利沒有意圖讓意大利的問題自由發展，而且不會忍受法國的干預。路易·菲利浦拒絕提供任何軍事援助，更逮捕了在法國居住的意大利愛國人士。
1831年春天，奧地利軍隊開始進軍意大利半島，慢慢鎮壓每個發生了革命的省中的抵抗，結束了很多成熟的革命運動，並捕獲了其領袖，包括門諾提。

## 1848年－1849年的革命
1848年1月，革命騷亂開始在西西里島發生。不久，革命擴展至整個欧洲。1848年2月，法國國王路易·菲利浦被迫逃亡，法蘭西第二共和國宣告成立。騷亂無可避免擴展至意大利，事實上革命者亦強迫大部分意大利統治者實行君主立憲，而在米蘭和威尼斯的起義亦暫時驅逐了奧地利人。
不久，薩丁尼亞王國國王卡洛·阿爾貝托認定統一意大利的時刻已經來臨。宣稱「意大利會自己建立自己」，他向奧地利宣戰。1848年3月，达尼埃尔·曼宁號召海軍造船廠工人起義，聖馬可共和國在曼宁领导下於威尼斯宣告成立。奧地利軍隊從此地撤出，教皇國、托斯卡納與那不勒斯紛紛派軍支援新的共和國。
5月底，56萬名米蘭人投票加入皮埃蒙特，帕爾馬與摩德納也發生類似狀況；7月4日，威尼斯立憲會議撇開曼寧的勢力也同意「融入」皮埃蒙特。另外，1848年5月15日兩西西里王國舉行選舉並誕生一個溫和的自由派議會，國王費迪南多·卡洛要求新政府宣誓支持現有憲法，導致憤怒的共和黨人在那不勒斯築起街壘，當局派1.2萬名士兵鎮壓導致激戰，200名士兵與起義者喪生，軍隊趁機大肆燒殺擄掠，迫使先前支援威尼斯的艦隊返回。

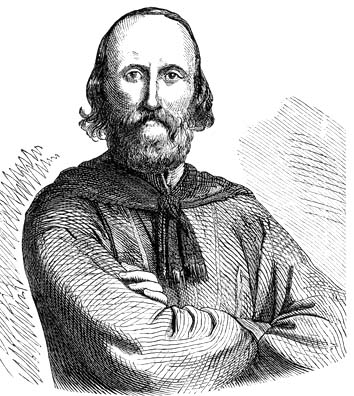
朱塞佩·加里波底

列強有機會對羅馬共和國的成立作出回應前，在阿爾貝托的軍隊接受逃亡海外的波蘭元帥沃伊切赫·赫扎诺夫斯基訓練的同時，阿爾貝托決定再次與奧地利決戰。1849年3月23日，但是很快他在諾瓦拉戰役中，被拉德斯基再次擊敗。這次戰敗是最後一次。阿爾貝托退位，由他的兒子維托里奧·伊曼紐爾二世接任，皮埃蒙特人統一意大利或征服伦巴底的野心亦已經——至少暫時——結束。戰爭於8月9日簽署條約後正式結束。
戰後剩下羅馬及威尼斯共和國。四月，查爾斯·烏迪諾指揮下的一支法國軍隊被派遣到羅馬。表面上，法國人希望協助教宗及其國民和解，但不久法國人被迫傾向某一方，並決定恢復教宗的地位。經過兩個月的圍城，羅馬於1849年6月29日投降，教宗復位。加里波底和馬志尼再次流亡海外——1850年，加里波底流亡美国紐約市。
7月24日的庫斯托扎戰役中，阿爾貝托被奧地利元帥约瑟夫·拉德斯基打敗，阿爾貝托被迫簽署停戰協定，拉德斯基吹噓：「米蘭回到我們手中！倫巴第領土已掃清敵軍」。之後，拉德斯基重新控制整個伦巴底-威尼斯大区，但威尼斯得以幸免。同時，奧地利人包圍威尼斯，威尼斯遭受炮轟及瘟疫，而被迫於8月24日投降。奧地利人亦發起恢復意大利中部的秩序和被逼走的太子的地位，並建立他們對教宗国的控制。革命因而完全瓦解。
然而，在皮埃蒙特民主派的壓力下，阿爾貝托廢除1848年的停戰協定，調動部隊與奧地利開戰；1849年3月22日，阿爾貝托的8.5萬名裝備簡陋、缺乏訓練的士兵與拉德斯基所指揮的7.2萬名訓練有素的士兵在米蘭東北部激戰，阿爾貝托徹底戰敗連戰死沙場的願望都落空，他讓位給其子維托里奧·埃馬努埃萊二世(Vittorio Emanuele II)；拉德斯基強迫皮埃蒙特支付巨額賠款，但是大赦約100名托斯卡納等地革命者以外的他人，熱那亞的民主派在拉德斯基的砲轟下最終被迫投降。當拉德斯基鞏固他在伦巴底-威尼斯大区的勢力，在意大利其他部份變得更嚴重，原先勉強答應憲法的君主，開始與他們的憲政大臣發生衝突，經常導致正面衝突。最初，共和國取得優勢，迫使君主逃離他們的首都。這包括當時的教宗庇護九世，他最初被視為改革者，但與革命人士的衝突令他對君主立憲政府的理念感到酸溜溜。在1849年初他逃離羅馬，前往兩西西里王國的加埃塔。激進的意大利民族主義者，包括馬志尼及加里波底，宣告成立羅馬共和國。
馬志尼在這段過程起了主要作用，民主選出的議會推選他為羅馬榮譽市民，而他證明是為稱職的行政官員，馬志尼取締宗教裁判所並將其房舍用於安置窮人，設立世俗法官主持的公共法庭、設立累進稅制、倡導宗教寬容。教皇請求國際社會干預，而法國應許其呼籲；1849年4月24日約6000人的法軍在義大利沿海登陸，加里波底率領500志願兵加入此次戰鬥，他被馬志尼委託軍務；30日8000共和國士兵持刺刀的步槍攻擊法軍，導致全軍敗退、傷亡慘重，增援的那不勒斯軍隊也被共和國部隊擊退；為此，法軍在羅馬的制高點架上重砲不停歇地砲轟。6月30日法軍攻入市內擊退加里波底的志願軍，一批老革命家離開義大利再次流亡瑞士，加里波底本人也再次流亡到美洲各國。

## 意大利王国的建立

### 1859年战争及结果
尽管卡洛·阿爾貝托已经被奥地利人彻底击败，但是皮埃蒙特人并没有完全放弃希望。加富尔在1852年成为首相，同样也有着扩张的雄心。但是他已经察觉到仅凭撒丁王国自己的力量是无法完成的，因此，他希望借助英法的力量赶走奥地利人。
为此，撒丁王国在1855年加入了克里米亚战争并支持英国和法国。但是这一做法没有取得预期的效果——意大利人的利益在战后的巴黎和会上被忽视了。尽管如此，这场战争还是取得了一个有益的结果，奥地利被孤立了，因为它试图在战争中对战争双方製造平衡，以至于战争双方对其都没有好感。
在1858年1月14日，一个意大利民族主义者費里斯·歐西尼试图行刺法国皇帝拿破仑三世。失败后被捕入狱，他在狱中写信给拿破仑三世，呼吁他给予意大利民族主义者以帮助。拿破仑三世在年轻的时候曾加入过烧炭党，他还自認為是一个进步的思想家，在经历了这件事情之后，开始坚信自己应该为意大利的命运做些什么。1858年夏，加富尔与拿破仑会面，双方同意对奥地利联合作战。按照协议撒丁王国在战后接收奥地利在意大利的领地（伦巴第和威尼斯）以及帕尔马和摩德纳，与此同时，法国将获得撒丁王国在阿尔卑斯山麓的领地薩伏依和尼斯。意大利中部和南部将保持原样，尽管据传皇帝的侄子将取代哈布斯堡家族而成为托斯卡纳的主人。为了使法国的干涉不被视为侵略行径，加富尔将煽动伦巴第的革命活动，从而引诱奥地利的入侵。
然而，事情的进展并不如计划的那样顺利。奥地利人在处理皮埃蒙特人引发的叛乱时表现得出奇地有耐心。皮埃蒙特人在1859年三月的总动员在一定程度上宣告失败，从而使得引诱奥地利入侵的计划破产。没有奥地利的入侵，法国就无法名正言顺地“干涉”。失去了法国的支持，加富尔就无法承担战争的风险了。此時，奥地利发出了解除动员的最后通牒。皮埃蒙特加以拒绝，使得奥地利看起来是入侵者而失去英國和普魯士的同情，6月4日的馬真塔戰爭中，法軍已從側翼包抄位於馬真塔而佔優勢的奧地利軍隊，並迫使之後撤。此役，法國和薩丁尼亞戰勝久洛伊·费伦茨伯爵的奧地利軍隊，奧地利由倫巴底的大部分地區撤軍，拿破崙和維托里奧·伊曼紐爾二世以勝利者的姿態進入米蘭。不久，摩德纳公爵弗朗切斯科五世出逃。6月24日，兩軍之間的第二場戰爭於蘇法利諾爆發。奧地利皇帝弗朗茨·約瑟夫亦有親自指揮其軍隊，雙方皆展示了一些作戰技巧，但法國亦再次戰勝。這場戰役雙方共投入30萬兵力，彼此約有3000人陣亡。最後，奧地利撤軍至威尼西亞邊境的四角防線（由四個要塞組成，分別是萊尼亞戈、凡羅拿、曼圖亞和佩斯基耶拉）。
當皮埃蒙特準備攻入威尼西亞前，拿破崙三世決定退出戰爭。拿破崙三世退出戰爭的原因有很多，他認為攻下威尼西亞中，將會發生漫長而血腥的戰鬥、擔心德意志各邦的干涉，因為各邦已經動員兵力準備支援奧國、畏懼出現過於強大的皮埃蒙特－薩丁尼亞。7月11日，拿破崙三世與奧皇於維拉法蘭卡秘密會晤，並沒有通知其盟友皮埃蒙特。二人達成對衝突結束的共識，奧地利維持對威尼西亞統治、倫巴底劃歸法國後，法國將此地割予皮埃蒙特、其餘意大利邊界維持不變。在中意大利，當地的政權因為戰爭的爆發而中斷統治，包括托斯卡納、帕爾馬和摩德納的統治者，他們均逃往奧地利。那些統治者的政權將獲重建，而教宗對其北部轄地，羅馬涅、費拉拉及博洛尼亞之統治保持不變。
儘管如此，薩丁尼亞能依事前約定把尼斯等地割讓給法國。薩丁尼亞人對於盟友的背叛極為憤怒。加富爾強烈要求伊曼紐爾二世，無論如何亦要繼續戰爭，但對方決定接受事實，加富爾因而辭職。維拉法蘭卡的停戰協定，於同年11月10日的蘇黎世條約中獲得正式承認。由於法國拒絕施壓要求皮軍撤退及維持舊邊界不變，而奧國亦無力驅逐皮軍，皮埃蒙特軍隊遂佔領了一些小邦及教宗國北部。同年12月，托斯卡納、帕爾馬、摩德納及教宗國北部轄地聯合組成中意大利聯合省。聯合省希望併入薩丁尼亞之內，並且得到英國的鼓勵。
1860年1月，加富爾成功重掌權力，並希望吞併聯合省，但他深知必須得到法國的同意才能成功。拿破崙三世同意皮埃蒙特吞併聯合省，以交換取得皮埃蒙特的薩伏依及尼斯二地。中意進行公投，同意併入薩丁尼亞。3月20日，合併完成，薩丁尼亞王國控制了意大利中、北部大片土地。

### 千人遠征團
1860年春季，意大利僅剩下四個政權，分別是統治威尼西亞的奧地利帝國、新擴張的皮埃蒙特－薩丁尼亞王國、教宗國及兩西西里王國。加富爾並不急於統一剩餘的地區，因為這些地區對王國的經濟負擔會十分沉重，但事實卻大出他的所料。
當時，兩西西里王國國王弗朗切斯科二世擁有15萬人的軍隊。但他父親的暴政，引致到國內大量秘密組織的出現，同時王國的瑞士僱傭兵突然被召回，因為瑞士的新法律禁止國民再成為僱傭兵。結果瑞士僱傭兵的撤退，引致到弗朗切斯科被逼要依賴他那支不可靠的本地人軍隊，意大利統一再次出現大好機會。在1860年4月，西西里島的墨西拿及巴勒莫分別爆發起事，不過這些起事迅速被忠誠於國王的軍隊鎮壓。
同時，尼斯人朱塞佩·加里波底對於法國吞併他的故鄉極為不滿，意圖組織他的支持者去奪回這塊地方。加富爾恐怕引發與法國的戰爭，遊說加里波底轉去協助西西里島的起事者。
1860年5月6日，加里波底於熱那亞附近，集結他的支持者，稍後登陸於西西里島的西岸，他自封為獨裁者；加里波底的軍隊集結了被擊潰的起事者，他們集結起力量並於5月13日擊敗敵軍。3日內，登陸的部隊增加了4,000人。5月14日，加里波底宣佈他成為西西里島的獨裁者，並隸屬維克多·伊曼紐爾的名下。5月27日，加里波底包圍城市，同時城內亦發生大規模的起事，爆發激烈巷戰。
當巴勒莫爆發起事時，兩西西里王國的將領，弗迪南多·蘭薩（Ferdinando Lanza），帶領25,000兵力到達西西里島，並猛烈轟炸巴勒莫至廢墟。在英海軍的干預下，雙方停戰，兩西西里軍隊撤退，城市歸於加里波底。這次成功反映了兩西西里政府的無能，加里波底的名聲於眾多意大利人中開始傳播，他被視為國家英雄。西西里朝廷之中，滿佈著懷疑、迷惑及沮喪。國王急忙召集大臣，並提議重啟早前的憲法，但他們的努力最後還是不能重建國民對波旁王室的統治信心。
巴勒莫投降後6星期，加里波底攻擊墨西拿，城市於一星期後投降，加里波底完全攻下西西里島。加里波底決定向意大利半島進發，在英海軍保護下渡過墨西拿海峽。雷焦卡拉布里亞的敌方守軍迅速投降。在向北前進中，民眾對加里波底夾道歡迎，而那不勒斯的軍事抵抗逐漸衰弱。8月18日、21日，兩西西里王國的兩個區域，巴斯利卡塔及普利亞的民眾宣佈併入意大利王國。8月底，加里波底到達科森扎、9月5日到達薩萊諾附近。同時，西西里朝廷宣佈戒嚴，9月6日國王集結了4,000仍然忠誠的軍隊，並退到沃爾圖諾河。翌日加里波底與少量支持者，利用火車進入那不勒斯城，民眾夾道歡迎他的來臨。
加里波底趁勝揮師直指那不勒斯，此前國王為重整部隊而放棄該地，同時加里波底捷報頻傳、隊伍不斷擴大，600位英國人加入他的部隊。儘管加里波底輕易奪取那不勒斯城，但兩西西里王國軍隊仍然控制沃爾圖諾河。加里波底的25,000名非正規部隊未能將兩西西里國王從卡普阿及加埃塔的要塞中逐出，他必須取得薩丁尼亞軍隊的支援。 
但是，薩丁尼亞軍隊必須穿越亞平寧半島的中部才能到達，但這些地區仍屬於教宗治下。加里波底早前無視聖座的政治意志，宣佈意圖在羅馬建立意大利的王國，但羅馬仍然是教宗庇護九世的首都。天主教教會認為這是對其統治地區的威脅，教宗威脅對支持這個行動的人革除教籍。由於害怕加里波底會進攻羅馬，全球的天主教徒開始對教宗國軍隊提供金錢及志願者，並由一名法國將領路易·拉莫西埃所統率。
拿破崙三世干預及解決了半島上的對峙。若法皇容許加里波底繼續行動，極有可能會最終引致教宗國的滅亡，及羅馬成為意大利首都。但是拿破崙三世可能與加富爾共同合議，容許薩丁尼亞吞併那不勒斯、翁布里亞及其他省份，而羅馬及「聖彼得的遺產」的統治保持不變。
薩丁尼亞的兩個軍團，進入了教宗國的土地，但他們的目標並非羅馬，而是那不勒斯。教宗國軍隊在拉莫西埃的統率下，抵抗薩丁尼亞軍隊，但迅速於安科納大敗及被圍，於9月29日投降。10月9日，維克多·伊曼紐爾二世到達並接掌指揮。教宗國軍隊已經無力抵抗他，南進道路再無障礙。
加里波底不信任務實的加富爾，主要因為對方容許加里波底的故鄉，尼斯被法國吞併。不過，他承認了伊曼紐爾對他的指揮。
迫於政治現實加里波底在那不勒斯和西西里舉行公投，決定人民是否願意歸屬皮埃蒙特，結果兩地一致地贊成統一，他最終辭去總司令一職。當國王來到塞薩奧倫卡後，加里波底將他的權力轉移給國王。他於泰亞諾稱呼伊曼紐爾為「意大利國王」後，陪同國王進入那不勒斯。然後，加里波底退隱於卡普雷拉島，並將統一意大利的工作留給了伊曼紐爾二世。
薩丁尼亞軍隊的進展成功，弗朗切斯科二世敗於沃爾圖諾河、卡普阿陷落，他在軍隊保護下退守加埃塔。在他那位果斷的王后，巴伐利亞的瑪麗亞·蘇菲亞女公爵的鼓勵下，他進行了3個月的頑強抵抗。但歐洲各國拒絕協助他，加埃塔的軍需及糧食短缺，並爆發瘟疫，因此守軍被逼投降。儘管如此，一些忠於弗朗切斯科的部隊，在數年內仍然繼續零星抵抗意大利政府。
加埃塔的失陷，標誌著意大利的統一接近完成的地步，只有羅馬及威尼西亞仍未加入。1861年2月18日，伊曼紐爾二世於都靈召開了第一個全意大利的議會。3月17日，議會宣佈，伊曼紐爾二世成為意大利的國王、3月27日，羅馬被宣佈成為意大利的首都，儘管此地仍未併入意大利王國統治之下。3個月後，加富爾逝世。

### 羅馬問題
馬志尼對於君主制存在長期不滿，並繼續堅持建立共和國。“解放自阿爾卑斯山以迄亞德里亞海”成為座右銘，統一運動的目光聚焦在羅馬及威尼斯上。但是這兩地均有極大的障礙需要克服。對教宗的世俗權力挑戰，將會遇到全世界天主教徒的共同反對，而且法軍仍然駐守羅馬。埃马努埃莱二世對於攻擊教宗國，而引起的國際反響十分警惕，並反對其臣民參與這類目的的革命行動。
不過，加里波底相信當他攻擊羅馬時，政府會支持他。由於對國王毫無行動而感到失望，他策劃新的行動。1862年6月，他來到巴勒莫，組織志願者發動戰鬥，並以“羅馬或死亡”為口號。墨西拿的守軍，忠於國王的命令，阻止他們渡往亞平寧半島上。加里波底的2000人軍隊，轉向南方並在卡塔尼亞出發。加里波底表示，他會作為勝利者進入羅馬，或命喪於它的城牆下。他於8月14日在梅利托登陸，並進入卡拉布里亞山脈。
意大利政府對此行動沒有支持，並對此反對。恰爾蒂尼將軍派遣一個師去阻止志願軍。8月28日，兩支部隊於阿斯普羅蒙特山相遇。正規軍不慎開火，而一些志願軍亦接著開火，加里波底立即禁止部下向同屬意大利的人開火。志願者遭到嚴重折損，連加里波底本人亦受傷，大部份人被囚禁，加里波底則被帶到北意大利囚禁，最後獲釋。
同時，埃马努埃莱尋找更安全的方法，來奪取教宗國。他與拿破崙三世於1864年9月達成了九月協定，拿破崙同意於2年內撤出駐羅馬軍隊。教宗同時擴張其軍隊，以便自我保護。1866年12月，最後的法軍撤離羅馬，儘管教宗盡一切努力挽留他們。法軍撤離後，意大利全境從外國軍隊的佔領下解放。不過不久之後，因為加里波底的進攻，而使法軍於1867年再度駐軍羅馬。
意大利政府於1865年，將首都由都靈遷到佛羅倫斯，召開了第一次國會。這個安排造成都靈很多不便，因為國王被逼要盡快離開城市，前往他的新首都。

## 第三次獨立戰爭 （1866年）
在1866年的普奧戰爭中，奧地利帝國與普魯士王國競爭在德意志諸國的領導地位。意大利王國抓住這個機會，企圖奪回奧地利帝國手中的威尼西亞，而與普魯士結成盟友。奧地利帝國試圖去說服意大利王國政府，接受威尼西亞為代價而不插手戰事。然而，於4月8日意大利王國與普魯士簽訂協議，意大利王國將取得威尼西亞。6月20日，意大利王國向奧地利帝國宣戰。在意大利一統中，普奧戰爭被稱為「第三次獨立戰爭」，在第一次(1848年)及第二次(1859年)的獨立戰爭之後。
意大利國王維托里奧·埃馬努埃萊二世催促引導軍隊渡過明喬河去入侵威尼西亞，同時加里波底率領他那支名為阿爾卑斯山獵人的志願軍去入侵蒂羅爾。意大利正規軍的冒險以慘敗告終。意大利王國陸軍在6月24日與奧軍於庫斯托扎開戰，意軍遭受失敗。7月20日，意大利海軍於利薩海戰中大敗，海軍損失慘重。意大利命運並未全部如此淒涼，7月21日加里波底的志願軍於貝澤卡戰勝奧軍，並朝特倫托進軍。
7月3日，薩多瓦會戰，奧軍被普軍完全擊敗，普軍進逼維也納。同時，普魯士首相奧托·馮·俾斯麥見其目標已經達成，於7月27日與奧地利簽訂停戰協定。意大利王國也於8月12日與奧地利帝國停戰。加里波底於勝利的行軍中被召回，並且發出一份簡短的辭職電報，上面只有「服從」（Obbedisco）一字。
儘管意大利對戰爭全局毫無貢獻，但由於普魯士在北線的勝利，確保奧地利割讓威尼西亞。10月12日在維也納簽訂的條約中，奧地利同意割讓威尼西亞，但是恥與直接交由義大利而是經過法國，由拿破崙三世在10月19日將威尼西亞讓予意大利。條約中，表示威尼西亞的合併，經過公投才能變成有效。公投於10月21、22日舉行。歷史學家認為此公投，是在軍隊的監控下進行，因為僅僅只有0.01%的投票者投下反對票。 許多支持獨立的威尼斯人認為，這是一個阻止威尼西亞獨立的騙局。
奧地利軍隊對於意大利人的進入，作出了一些反對，但成效不大。伊曼紐爾二世進入威尼斯，並表現了他對聖馬可廣場的尊重。

## 統一羅馬

### 1867年進攻羅馬
加里波底對於佔領羅馬仍然熱衷，因為羅馬是亞平寧半島的歷史性首都。在1867年，加里波底發動第二次對羅馬的進攻，但是經過新的法國輔助力量幫助下，教宗國軍隊提升實力，並輕易在門塔納戰役擊敗了裝備差勁的志願者們。法國駐軍停留在羅馬，直至1870年8月，因為當時爆發了普法戰爭，軍隊被召回法國。這導致義大利軍隊旋即開進羅馬。
在門塔納戰役前，意大利愛國者恩里可·凱羅利（Enrico Cairoli）、他的兄弟喬凡尼（Giovanni）和70名伙伴試圖攻取羅馬。這支隊伍在特爾尼上船出發，經台伯河前往羅馬。他們企圖會合城內的起事。1867年10月22日，在羅馬的革命者奪取了卡比托利歐山和圓柱廣場的控制權。但是當乘船的起事者來到維拉哥利（羅馬的北郊）時，起事者已被擊敗。當夜，教宗國軍隊包圍及進攻他們，喬凡尼重傷、恩里可死亡。

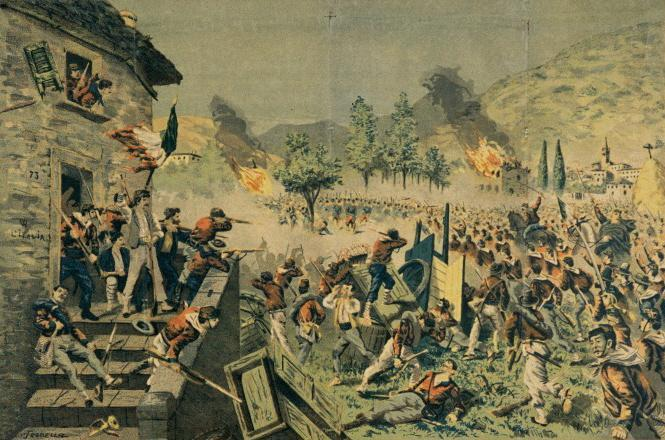
門塔納戰役，義大利軍隊進攻羅馬的行動失敗了

### 佔領羅馬
在1870年7月，普法戰爭爆發。在8月初，法皇拿破崙三世召回他在羅馬的駐軍，再不能對教宗國進行保護。廣泛的示威遊行要求意大利政府統一羅馬。意大利政府決定不進行任何行動，直至色當會戰後法國向普魯士王國投降法蘭西第二帝國瓦解。伊曼紐爾二世派人送信給庇護九世，並提出一個體面的建議，容許意大利軍隊和平進入羅馬，扮成為了保護教宗。教宗對此毫無熱情：
|  | 教宗對聖馬蒂諾的招待（1870年9月10日）極不友好。庇護九世讓他的憤怒爆發。他將國王的信丟在桌上，並叫喊，"真忠誠！你們都是一群毒蛇、有著白色的墳墓，而且毫無信仰。" 他可能影射著其他國王給他的信。之後，他冷靜下來，並叫喊："我不是先知，也不是某個先知之子，但是我告訴你，你永不能進入羅馬！" 聖瑪蒂諾感到十分屈辱，然後在翌日離開。 |

意大利軍隊在卡多納將軍指揮下，在9月11日跨越邊界，並緩慢地向羅馬推進，希望和平進城可以達成。意軍於19日來到奧勒良城牆，並包圍了羅馬。儘管庇護九世已無勝利之望，但他仍然不肯妥協，強逼他的軍隊進行象徵性抵抗。20日，經過3小時對城牆的炮轟，城牆被炸開一個缺口，意軍進入羅馬。49名意軍士兵、4名軍官及19名教宗國士兵死亡。在10月2日的公投後，羅馬及拉齊奧被併入意大利王國。
原本意大利政府想讓教宗保留「利奧城」，即羅馬城位於台伯河西岸的部分，但教宗拒絕這個條件，因為若果接受的話，就暗示他對意大利王國吞併他的領地作出法律支持。庇護九世宣稱自己是「梵蒂岡之囚」，儘管他出入並無受限制。對教宗來說，失去他以往的世俗權力，使他失去了自我保護的方法。若他走到羅馬的街頭上，他可能會遇到危險，特別是從一些以往隱瞞他們政治上反對教宗的人。1871年7月，意大利政府正式由佛羅倫斯，遷都至羅馬，意大利正式统一。
歷史學家拉斐爾·切薩雷（Raffaele de Cesare）對意大利統一運動作出如此觀察，他認為意大利用了20年才能統一，原因在於法國皇帝拿破崙三世捍護教宗，法國當時是最大的天主教國家，對羅馬教廷有一定的支持，而意大利為免失去法國支持，一直不敢進攻羅馬：

羅馬問題是綁在拿破崙腳上的一塊石頭，將他拉到深淵之中。他從沒有忘記，即使在1870年8月、色當會戰一個月前，他是整個天主教國家的君主，並且成為了皇帝。他的帝位得到保守黨的選票，及神職人員影響力的支持。他的最高責任是，不可以放棄教宗。

20年來，拿破崙三世曾經是羅馬的最高統治者，在那裡他擁有很多的朋友及關係... 如果沒有他，教宗的世俗權力將不會被改變，或不會正被改變，而是一直延續。

## 近代意大利統一運動
統一所有意大利民眾於一個政權底下的過程，在19世紀仍未完結。大量意大利人仍然居住於意大利王國以外的地方，這個情況引致了意大利的民族統一主義。
尚未收復的意大利是意大利統一後，出現的意大利民族主義者的倡議。這個運動鼓吹意大利人的民族統一主義，並統一其他國家內部，願意加入王國的意大利人。這項運動亦被稱為“意大利民族統一主義”。此項運動並非正式組織，只是一個倡議的運動，表示意大利應該擴至它的"自然邊界"。類似的愛國主義及民族主義想法，亦普遍出現於19世紀的歐洲。

## 民族統一主義及兩次世界大戰
在統一運動後期，一些意大利人對於意大利王國當時的情況，感到十分不滿。他們希望王國可以將第里雅斯特、伊斯特拉半島及其他地區併入版圖之內。意大利民族統一主義在一戰後成功，因為第里雅斯特及特倫托併入意大利中，分屬威尼斯朱利亞及特倫蒂諾兩個區。
意大利王國在戰爭初期是宣佈中立，因為與德意志帝國、奧匈帝國的三國同盟是防禦性聯盟，只有聯盟成員受到敵方主動攻擊才會參戰。很多意大利人仍然對奧地利持敵意，因為過往意大利被奧地利的長期及持續控制，導致意大利的拒絕參戰。奧匈帝國要求意大利保持中立，但三國協約（大英帝國、法蘭西第三共和國及俄羅斯帝國）希望意大利加入他們的一方。1915年4月的倫敦條約承諾，弗留利、特倫蒂諾及達爾馬提亞會併入意大利，換取意大利進攻同盟國。
意大利民族統一主義在一戰後獲取重要成果，意大利從這場戰爭中，獲取了第里雅斯特、戈里齊亞、伊斯特拉半島及扎拉市。在第二次世界大戰期間，當軸心國侵略南斯拉夫，意大利對達爾馬提亞建立統治，因此意大利王國短暫地吞併了斯普利特、科托爾及大部份的達爾馬提亞海岸線。自1942年至1943年，連科西嘉島、尼斯亦併入意大利之內，幾乎完成意大利民族統一主義多年以來的目標。
此項運動的目標十分明顯，在意大利一統後，將所有意大利人的土地從外國統治中解放。運動的鼓吹者們，以言語來界定意大利人，並將這些人的土地解放。這些土地包括特倫蒂諾、第里雅斯特、達爾馬提亞、伊斯特拉半島、戈里齊亞、提契諾、尼斯、科西嘉島和馬爾他島。奧匈帝國曾經在第一次世界大戰前，在達爾馬提亞及伊斯特拉提升克羅地亞人的影響力，以削弱意大利對西巴爾幹半島的要求。

### 在二戰後
第二次世界大戰結束後，意大利民族統一主義運動已經在意大利政治上消失。由於意大利王國於二戰中戰敗，以及其後對法西斯暴行的報復而屠殺數以千計的意大利人，使得留在伊斯特拉半島及達爾馬提亞的意大利人僅餘數千人。另外亦因為隨後讓意大利人選擇國籍，而令20至25萬人離開，變成伊斯特拉流亡者（Istrian exodus）。

### 引用
1. ↑  參閱 Proclama di Rimini 的存檔，存档日期2008-01-26.
2. ↑  E. E. Y. Hales, 1958
3. 1 2 3 4 5 6 7 8 9 10 11 12 13 14 15   Richard J. Evans著、胡利平譯. . 北京: 中信出版社. 2018年12月: 248. ISBN 978-7-5086-9650-8 （中文）.
4. ↑  G. Thaon di Revel："La cessione del Veneto - ricordi di un commissario piemontese incaricato alle trattative" (translation："The cession of Veneto - memories of the piedmontese commissary for the negotiations"). Academic Press, 2002
5. ↑  Beggiato, E.: "1866: la grande truffa" (translation: "1866: the great deceit"). Venice Academic Press, 1999
6. ↑  De Cesare, Raffaele. . Archibald Constable & Co. 1909: 444.
7. ↑  De Cesare, Raffaele. . Archibald Constable & Co. 1909: 440.
8. ↑  De Cesare, Raffaele. . Archibald Constable & Co. 1909: 443.